# Potrero de los Funes
Potrero de los Funes é uma cidade argentina do Departamento Juan Martín de Pueyrredón, na Província de San Luis. Tinha uma população de 1.698 habitante, segundo o Censo de 2010. Fica localizada a 23 km ao noroeste da cidade de San Luis.
1. ↑  «potrero-de-los-funes». potrero-de-los-funes (em espanhol). Consultado em 7 de setembro de 2020